# Michiyo Murase
Michiyo Murase (村瀬 迪与?) es una actriz y seiyū japonesa nacida en Prefectura de Gifu está afiliada con Mausu Promotion.

## Filmografía

### Anime
- Mainichi Kaasan (2009-2012), Daichi-kun, Satoko-chan
- Gaist Crusher (2013), Jinta Atō
- Yu-Gi-Oh! Zexal II (2014), Guard Penguin, Buzzbuzz Seven
- Senki Zesshō Symphogear (2015), Garie Tuman[2]
- Kamisama Minarai: Himitsu no Cocotama (2015), Mogutan[3]
- Muv-Luv (2016), Sylvia Kschessinska[4]
- Little Witch Academia (2017), Sucy Manbavaran
- Magical Girl Saeko (2017), Saeko Matsuroko

### Películas
- Little Witch Academia (2013), Sucy Manbavaran[5]
- Little Witch Academia: The Enchanted Parade (2015), Sucy Manbavaran

## Lista referencias
1. ↑  «マウスプロモーション公式サイト：所属タレント» [Mausu Promotion Official Site: Affiliated Talent] (en japonés). Mausu Promotion. Consultado el 8 de marzo de 2016.
2. ↑  «Symphogear GX Promo Features Insert Song». Anime News Network. 24 de junio de 2015. Consultado el 8 de marzo de 2016.
3. ↑  «Kaede Hondo, Megumi Han Star in Kamisama Minarai: Himitsu no Cocotama TV Anime». Anime News Network. 18 de agosto de 2015. Consultado el 8 de marzo de 2016.
4. ↑  «Crunchyroll to Stream Schwarzes Marken Anime». Anime News Network. 5 de enero de 2016. Consultado el 8 de marzo de 2016.
5. ↑  «Studio Trigger Posts Long Little Witch Academia Trailer». Anime News Network. 4 de marzo de 2013. Consultado el 8 de marzo de 2016.

- Datos: Q17217753